# Rinocer lânos
Rinocerul lânos (Coelodonta antiquitatis) este o specie dispărută de rinocer, care a fost comună pentru toată Europa și Asia de Nord în epoca Pleistocenului și a ultimei ere glaciare. Numele genului Coelodonta înseamnă „dinte cavitate”. 

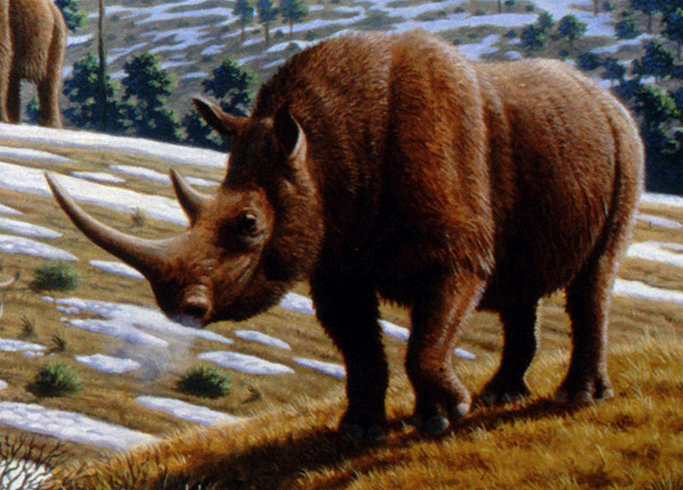
Reconstituire.

## Dimensiuni
Un exemplar adult măsura în medie 3,7 m, se crede însă că existau și animale care puteau ajunge până la 4,4 m în lungime, iar înălțimea medie era de 3,3 m. Cele două cornuri de pe frunte erau compuse din keratină, cel anterior ajungând până la 1 m. lungime; celălalt, poziționat între ochi, era mai mic. Blana animalului era densă, lungă; membrele scurte și corpul îndesat. Picturile rupestre din peșteri sugerează că între membrele anterioare și cele posterioare exita o fâșie lată de culoare închisă, însă această caracteristică nu era una universală și este foarte greu de probat veridicitatea acestei ipoteze. Cornurile dure de pe creștet erau folosite atât ca instrumente de săpat, căutat hrană, cât și ca arme defensive sau de atac în fața prădătorilor. 

## Dispariție

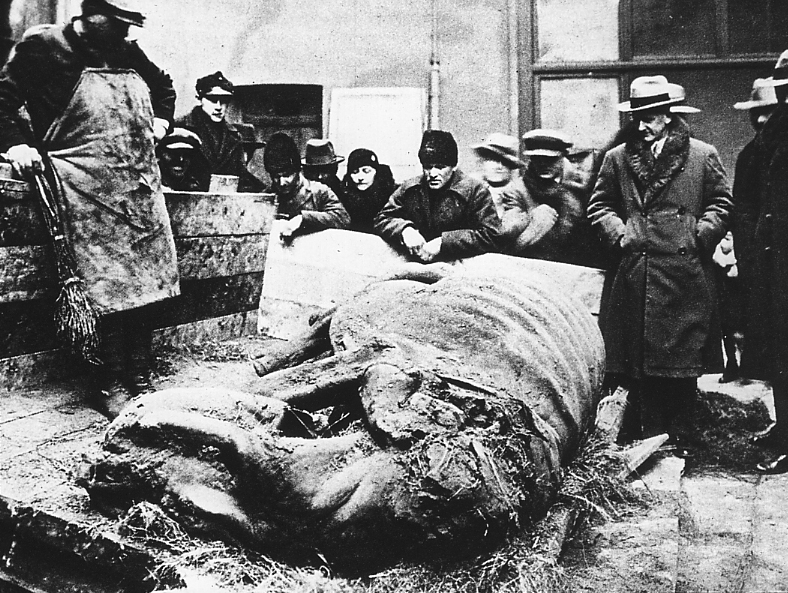
Rinocerul lânos, carcasă cu piele, găsită sub depozitele de asfalt din câmpul petrolier Starunia, Polonia, 1929.

Rinocerul lânos a dispărut în timpul ultimei perioade glaciaare, în urmă cu 12 – 10.000 de ani. La fel s-a întâmplat și cu alți membri ai megafaunei pleistocene, precum mamutul lânos și cerbul gigant. Conform celor mai recente teorii, dispariția a fost produsă de combinația funestă între schimbările climatice (glaciațiunile au determinat întinderea ghețarilor peste o mare parte a emisferei nordice, reducând suprafața pe care marile erbivore își puteau găsi hrană) și vânarea de către oameni, la care s-ar fi adăugat eventual, o răspândire a unor boli grave în populațiile deja împuținate ale marilor mamifere.

## Legături externe
- Rinocerul lânos. Tancul viu al Preistoriei (descoperă.ro)